# Kristian Ronneburg

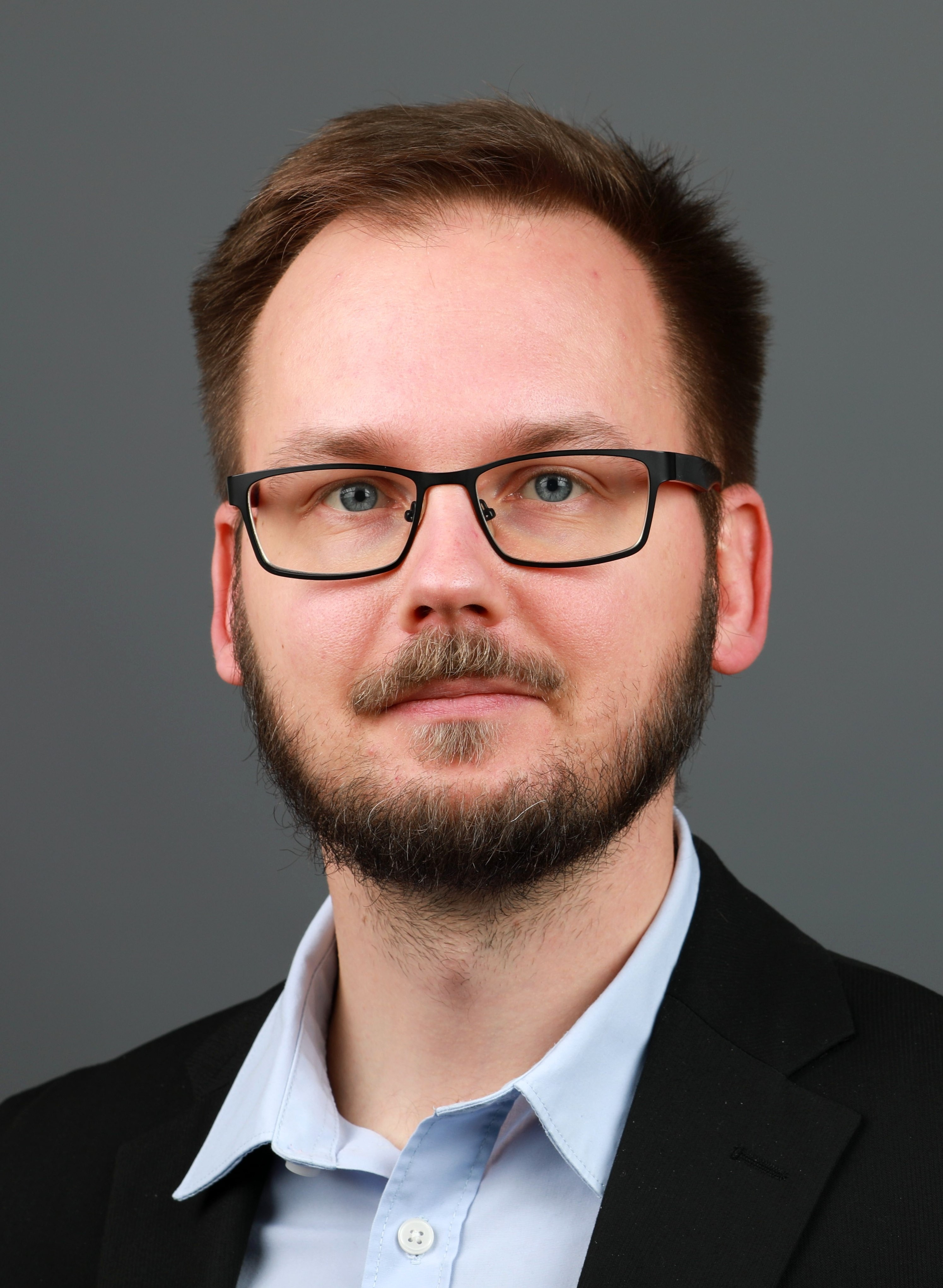
Kristian Ronneburg, 2017

Kristian Ronneburg (* 22. Oktober 1986 in Magdeburg) ist ein deutscher Politiker der Partei Die Linke.

## Leben
Ronneburg wurde in Magdeburg geboren und wuchs in Marzahn-Hellersdorf auf. Nach dem Abitur und dem Zivildienst studierte er in Magdeburg Sozialwissenschaften und kehrte anschließend nach Berlin zurück. 2009 wurde er Mitglied der Partei DIE LINKE, ab 2011 war er Bezirksverordneter in Marzahn-Hellersdorf. Dort war er Mitglied im Ausschuss für Integration und Kultur/Weiterbildung.
Von 2013 bis 2015 war er persönlicher Mitarbeiter der Abgeordneten des Abgeordnetenhauses Manuela Schmidt und von 2015 bis 2016 Bürosachbearbeiter der Bundestagsabgeordneten Caren Lay.
Bei der Abgeordnetenhauswahl 2016 holte Kristian Ronneburg mit 25,3 Prozent das Direktmandat im Wahlkreis Marzahn-Hellersdorf 6. Er ist im Abgeordnetenhaus Sprecher für das Politikfeld Petitionen, Vorsitzender des Petitionsausschusses und Mitglied in den Ausschüssen Bürgerschaftliches Engagement/Partizipation sowie Umwelt/Verkehr/Klima.
Zudem ist er seit 2017 Bezirksvorsitzender der Partei Die Linke in Marzahn-Hellersdorf.
Bei der Abgeordnetenhauswahl 2021 verlor er sein Direktmandat, zog aber über die Landesliste erneut in das Abgeordnetenhaus ein. Bei der Wiederholungswahl 2023 konnte er seinen Sitz im Abgeordnetenhaus verteidigen.